# Johnny Marr
John Martin Maher (Ardwick, Mánchester, 31 de octubre de 1963), más conocido por su nombre artístico Johnny Marr, es un compositor, guitarrista, armonicista, teclista y cantante británico. Alcanzó la fama en la década de 1980 como guitarrista de la banda inglesa The Smiths, donde colaboró de forma productiva en la composición de temas musicales junto con el vocalista de la agrupación, Morrissey. También fue miembro de The Pretenders, The The, Electronic, Modest Mouse, The Cribs, Johnny Marr and the Healers y 7 Worlds Collide.
En 2003, la revista estadounidense Rolling Stone incluyó a Marr en la posición cincuenta y uno de su lista Los cien mejores guitarristas de todos los tiempos.

## Biografía

### Primeros años
John Martin Maher nació en Ardwick, Mánchester. Sus padres, originarios de Athy en el Condado de Kildare, Irlanda emigraron al Reino Unido alrededor de los años 1950. Durante su niñez asistió a la escuela católica St Augustine's Grammar School, que en 1977 se fusionó con otras escuelas para formar una escuela única llamada St John Plessington High School. Marr aspiraba a ser un jugador de fútbol profesional, de hecho, el Nottingham Forest Football Club le hizo una propuesta y se le realizaron varias pruebas en el Manchester City Football Club —equipo del que es seguidor—. En una entrevista de la revista FourForTwo, dijo: «Era suficientemente bueno para el City, pero no me tomaron en cuenta porque probablemente era el único jugador que usaba delineador».

## Carrera musical

### The Smiths

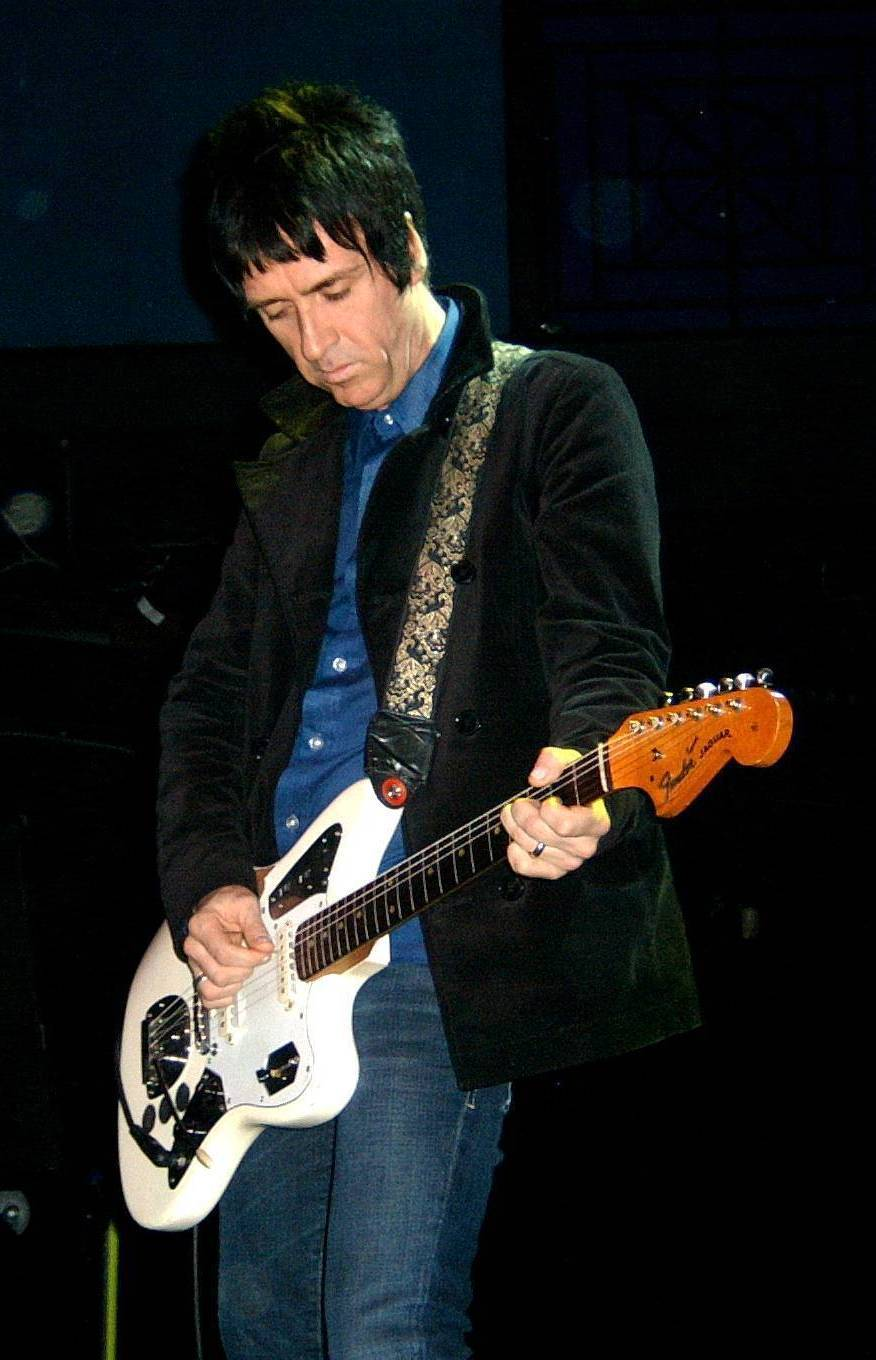
Johnny Marr en un concierto en Washington D. C.

A principios de 1982 formó la banda The Smiths junto a Steven Patrick Morrissey —un escritor desempleado y residente de Mánchester—. Los sonidos de estilo metálico emitidos por las guitarras Rickenbacker y Fender Telecaster de Marr se convirtieron en sinónimo de The Smiths. De hecho, Billy Duffy, guitarrista de The Cult, le vendió su primer amplificador y en algunas entrevistas ha declarado que fue el responsable de introducir a Marr en el mundo de la guitarra, si bien eso no coincide con la versión del artista que ha manifestado públicamente haberse sentido un guitarrista desde los 12 años cuando sus padres le compraron su primera guitarra. Para completar la banda, reclutaron a Mike Joyce en la batería, y a Dale Hibbert en el bajo eléctrico. Después de que The Smiths debutó en vivo en el establecimiento de conciertos The Ritz, en Mánchester, Hibbert fue remplazado por el amigo de Marr, Andy Rourke. Con la creación de la banda, Maher decidió adoptar el nombre artístico Johnny Marr, para evitar confusiones con el baterista John Maher del grupo punk Buzzcocks.
Tras el éxito comercial y de la crítica con álbumes como The Queen Is Dead, la banda pronto ganó fama en el Reino Unido e Irlanda, pero no tuvo el mismo éxito en otros países. Aunque tuvieron éxito en los Estados Unidos, la fama mundial vino después de que la banda se disolvió. Posteriormente Marr dejó la banda por sus frustraciones con Morrissey y la dirección que estaba tomando la música de The Smiths.
Desde el año de fundación de The Smiths hasta la separación de la banda cinco años después (1987), Marr y Morrissey coescribieron cuatro álbumes, así como numerosos Lados-B y otras canciones nunca lanzadas que finalmente aparecieron en compilaciones. La relación entre Morrissey y Marr ha sido alabada por los críticos de música y debido a sus composiciones se les considera uno de los dúos más influyentes de su era.
Entre rumores falsos de una posible reunión de The Smiths, Marr tocó «How Soon Is Now?» con su excompañero de banda, Andy Rourke, en el concierto benéfico Manchester v Cancer en el MEN Arena de Mánchester el 27 de enero de 2006.

### The The, Electronic y Johnny Marr y The Healers
Después de la desintegración de The Smiths en 1987, Marr tocó la guitarra y armónica para The The y también trabajó con Bernard Sumner de New Order para formar Electronic. También se hizo productor, escritor, salió de gira y grabó con, entre otros, Bryan Ferry, The Pretenders, Simple Minds, Kristy MacColl, Karl Bartos de Kraftwerk, Talking Heads, Black Grape, Billy Bragg, Pet Shop Boys, Beck y Oasis.
La banda Johnny Marr and The Healers surgió en el año 2000, conformada por Zak Starkey, batería e hijo del ex-Beatle Ringo Starr, Cavewaves, Lee Spencer y Alonza Bevanal, bajista de Kula Shaker. El grupo demoró dos años en formarse porque Marr quería que sus miembros fueran reclutados «por química». En 2003 salió al mercado su primer álbum Boomslang. Marr escribió las letras de las canciones y también participó como vocalista principal. En el 2005, se esperaba que publicaran su segundo disco y que realizaran una pequeña gira musical, sin embargo, Marr declaró que la banda estaba aparcada. De hecho, Starkey comenzó a trabajar con la banda The Who y Alonza Bevanal volvió a agruparse con Kula Shaker. En 2011 anunció que se encontraba trabajando en el segundo álbum junto a The Healers.

### Modest Mouse
En 2006, Marr se convirtió oficialmente en miembro de la banda estadounidense Modest Mouse. Escribió algunas de las canciones con el cantante líder Isaac Brock en su nuevo álbum We Were Dead Before the Ship Even Sank, y tocó la guitarra.
El nuevo álbum alcanzó la posición número uno en la lista de popularidad estadounidense Billboard 200 a finales de marzo de 2007. Para Marr, esta es la primera vez que ha tenido un disco en el primer lugar en los Estados Unidos. La posición más alta que había alcanzado fue con Electronic, Top 40 en la lista de popularidad de sencillos con «Getting Away with It».

## Discografía

### En solitario
- The Messenger (2013)
- Playland (2014)
- Call the Comet (2018)
- Fever Dreams Pts. 1-4 (2022)

### Álbumes (como miembro de la banda)

#### The Smiths
- The Smiths (1984)
- Hatful of Hollow (1984)
- Meat Is Murder (1985)
- The Queen Is Dead (1986)
- Strangeways, Here We Come (1987)
- The World Won't Listen (1987)
- Louder Than Bombs (1987)
- Rank (1988)

#### The The
- Mind Bomb (1989)
- Dusk (1992)

#### Kirsty MacColl
- Kite (1989)

#### Electronic
- Electronic (1991)
- Raise the Pressure (1996)
- Twisted Tenderness (1999)

#### Johnny Marr and the Healers
- Boomslang (2003)

#### Modest Mouse
- We Were Dead Before the Ship Even Sank (2007)

#### The Cribs
- Ignore the Ignorant[20] (2009)

#### 7 Worlds Collide
- 7 Worlds Collide (2001)
- The Sun Came Out (2009)

### Álbumes (como músico invitado)

#### Talking Heads
- Naked (1988) Guitarras en «Ruby Dear», «(Nothing But) Flowers», «Mommy Daddy You and I» y «Cool Water».

#### Pet Shop Boys
- Behaviour (1990)
- Bilingual (1996)
- Release (2002)
- Yes (2009)

#### Kirsty MacColl
- Electric Landlady (1991)

#### Beck
- Midnite Vultures (1999)

#### Oasis
- Heathen Chemistry (2002)

#### John Frusciante
- The Empyrean (2009) «Heaven», «Central»

#### Hans Zimmer
- Inception (2010)
- The Amazing Spider-Man 2: Rise of Electro (2014)

### Sencillos
Además de una extendida discografía de sencillos con los artistas ya mencionados, Johnny ha aparecido en sencillos con Sandie Shaw, Noel Gallagher's High Flying Birds, Everything But the Girl, The Pretenders, Anfrew Berry, A Certain Ratio, The Cult, Densie Johnson, Strex y Black Grape.